# 巴克斯特公園
巴克斯特公園（英語：Baxter Park）是一個位於蘇格蘭鄧迪，佔地37英畝（15公頃）的公園，在1862至1863年設計，是蘇格蘭唯一一個完全由约瑟夫·帕克斯顿設計的公園。公園現已列入蘇格蘭公園及景觀設計名錄，及有一個屬於A項登錄建築，由喬治·亨利·斯托克斯設計的亭樓。公園亦是舉行年度篝火之夜的地點。

## 歷史
公園由大衛·巴克斯特爵士及他的兩名姊妹捐贈給鄧迪市民。他們在1861年獲得該片土地，花了£40,000佈置該公園及預留了£10,000維護基金，由受託人管理。公園在1863年9月9日揭幕，出席人士包括約翰·羅素伯爵。
2003年，公園從遺產彩票基金獲得£328萬，並從蘇格蘭文物局和鄧迪市議會獲得額外金錢，進行一項耗資£500萬的翻新工程，翻新後的開幕儀式由伊丽莎白二世主持。2009年，公園獲得绿旗奖。

## 巴克斯特公園亭樓
公園中央有一個義大利文藝復興式的亭樓，亭樓北面有一尊大衛·巴克斯特的大理石雕像。亭樓和該雕像曾遭受到破壞，該雕像曾搬至麥克馬納斯畫廊，後來搬回原地作為翻新工程一部份。